# جابر أنصاري
جابر أنصاري (10 يناير 1987 بتبريز في إيران - ) هو لاعب كرة قدم إيراني في مركز الوسط. لعب مع نادي استقلال طهران ونادي سايبا ونادي شهرداري تبريز ونادي صبا قم ونادي غسترش فولاد ونادي فجر شهيد سباسي.

## وصلات خارجية
- جابر أنصاري على موقع قاعدة بيانات كرة القدم.إي يو (الإنجليزية)
- جابر أنصاري على موقع Soccerway.com (الإنجليزية)